# Pralboino
Pralboino (lombardul: Pralbuì) település Olaszországban, Lombardia régióban, Brescia megyében. Lakosainak száma 2778 fő (2023. január 1.). Pralboino Gambara, Gottolengo, Milzano, Pavone del Mella, Seniga és Ostiano községekkel határos.

## Népesség
A település lakossága az elmúlt években az alábbi módon változott:
| Lakosok száma | 2942 | 2938 | 2778 |
|               | 2017 | 2018 | 2023 |